# Мірзаані (Дедоплісцкаро)
Мірзаані (груз. მირზაანი) — село в Грузії.
За даними перепису населення 2014 року в селі проживає 433 осіб.